# Sporazum iz Velikega Varadina
Sporazum iz Velikega Varadina (nemško Friede von Großwardein, madžarsko Váradi békeszerződés) je bil tajni sporazum med cesarjem Ferdinandom I. in Ivanom Zápoljo, rivalskima zahtevnikoma ogrskega prestola, podpisan v Velikem Varadinu/Grosswardeinu/Nagyváradu/Oradei (zdaj Romunija) 24. februarja 1538. Kandidata  sta si s sporazumom razdelila Ogrsko. 
Cesar Ferdinand I. je Zápoljo priznal za ogrskega kralja Ivana I. in vladarja dveh tretjin Kraljevine Ogrske, Zápolja pa je Ferdinandu I. priznal vladanje nad zahodno Ogrsko in ga priznal za dediča ogrskega prestola, ker je bil sam brez otrok.
Leta 1540 se je Zápolji tik pred smrtjo rodil sin Ivan Sigismund Zápolja in sporazum je propadel. Osmanski sultan Sulejman I., kateremu je Ivan  Zápolja  nekoč prisegel zvestobo, je za novega ogrskega kralja in svojega vazala izbral  Ivana Sigismunda. Borba Ferdinanda I. in njegovih naslednikov za ogrski prestol se je nadaljevala do leta 1571.

## Sklic
1. ↑  István Keul.  Early modern religious communities in East-Central Europe: ethnic diversity, denominational plurality, and corporative politics in the principality of Transylvania (1526-1691)]. BRILL, 2009. str. 40.